# Graphium sandawanum
The Apo Swallowtail (Graphium sandawanum) là một loài bướm ngày thuộc họ Papilionidae. Nó là loài đặc hữu của Philippines.